# Llista de clubs de ciclisme als Països Catalans
La present llista recull els clubs de ciclisme dels Països Catalans en categories professionals o elit.